# Tierras de León
Die Comarca Tierras de León ist eine der zehn landwirtschaftlichen Comarcas in der Provinz León der autonomen Gemeinschaft Kastilien und León.
Sie umfasst 21 Gemeinden auf einer Fläche von 1.752,44 km² mit dem Hauptort León.

## Gemeinden
| Gemeinde                    | Einwohner (2024) | Fläche km² | Dichte Einw./km² | Cod INE | Postleitzahl              |
| --------------------------- | ---------------- | ---------- | ---------------- | ------- | ------------------------- |
| Almanza                     | 609              | 141,99     | 4                | 24004   | 24170                     |
| Cebanico                    | 143              | 89,75      | 2                | 24052   | 24892                     |
| Cimanes del Tejar           | 738              | 73,94      | 10               | 24055   | 24272                     |
| Cuadros                     | 2.090            | 109,70     | 19               | 24061   | 24620                     |
| Cubillas de Rueda           | 385              | 86,82      | 4                | 24063   | 24940                     |
| Garrafe de Torío            | 1.640            | 125,27     | 13               | 24076   | 24891                     |
| Gradefes                    | 925              | 205,86     | 4                | 24079   | 24160                     |
| León                        | 122.243          | 39,03      | 3.132            | 24089   | 24001–24010               |
| Prado de la Guzpeña         | 104              | 22,94      | 5                | 24118   | 24893                     |
| Rioseco de Tapia            | 399              | 72,19      | 6                | 24133   | 24275                     |
| San Andrés del Rabanedo     | 29.884           | 64,84      | 461              | 24142   | 24009, 24010, 24191       |
| Santa Colomba de Curueño    | 507              | 91,95      | 6                | 24151   | 24848                     |
| Santa María de Ordás        | 325              | 45,58      | 7                | 24158   | 24276                     |
| Santovenia de la Valdoncina | 2.064            | 30,27      | 68               | 24162   | 24391                     |
| Sariegos                    | 5.444            | 36,35      | 150              | 24163   | 24121                     |
| Valdefresno                 | 2.335            | 102,54     | 23               | 24175   | 24228                     |
| Valdepolo                   | 1.215            | 142,54     | 9                | 24180   | 24218, 24920, 24930       |
| Valverde de la Virgen       | 7.806            | 63,63      | 123              | 24189   | 24391                     |
| Vegas del Condado           | 1.154            | 122,90     | 9                | 24201   | 24150, 24153–24155, 24163 |
| Villamartín de Don Sancho   | 144              | 31,66      | 5                | 24213   | 24344                     |
| Villaquilambre              | 18.647           | 52,69      | 354              | 24222   | 24193                     |
| Comarca Tierras de León     | 198.801          | 1.752,44   | 113              | –       | –                         |